# Rock Me
Chansons représentant la Yougoslavie au Concours Eurovision de la chanson
Mangup
(1988) Hajde da ludujemo
(1990)
Chansons ayant remporté le Concours Eurovision de la chanson
 Ne partez pas sans moi
(1988)  Insieme: 1992
(1990)
Rock Me est la chanson gagnante du Concours Eurovision de la chanson 1989, interprétée par le groupe croate Riva, marquant la première et unique victoire de la Yougoslavie à l'Eurovision. Le groupe étant croate, le concours est organisé l'année suivante à Zagreb, capitale croate.

## À l'Eurovision
Bien que le titre soit en anglais, elle est interprétée en serbo-croate, une des langues nationales du pays, comme l'impose la règle entre 1976 et 1999.

## Classements

### Classements hebdomadaires
| Classement (1989)                      | Meilleure position |
| -------------------------------------- | ------------------ |
| Belgique (Flandre Ultratop 50 Singles) | 16                 |
| Pays-Bas (Single Top 100)              | 56                 |